# Het gevecht met de draak

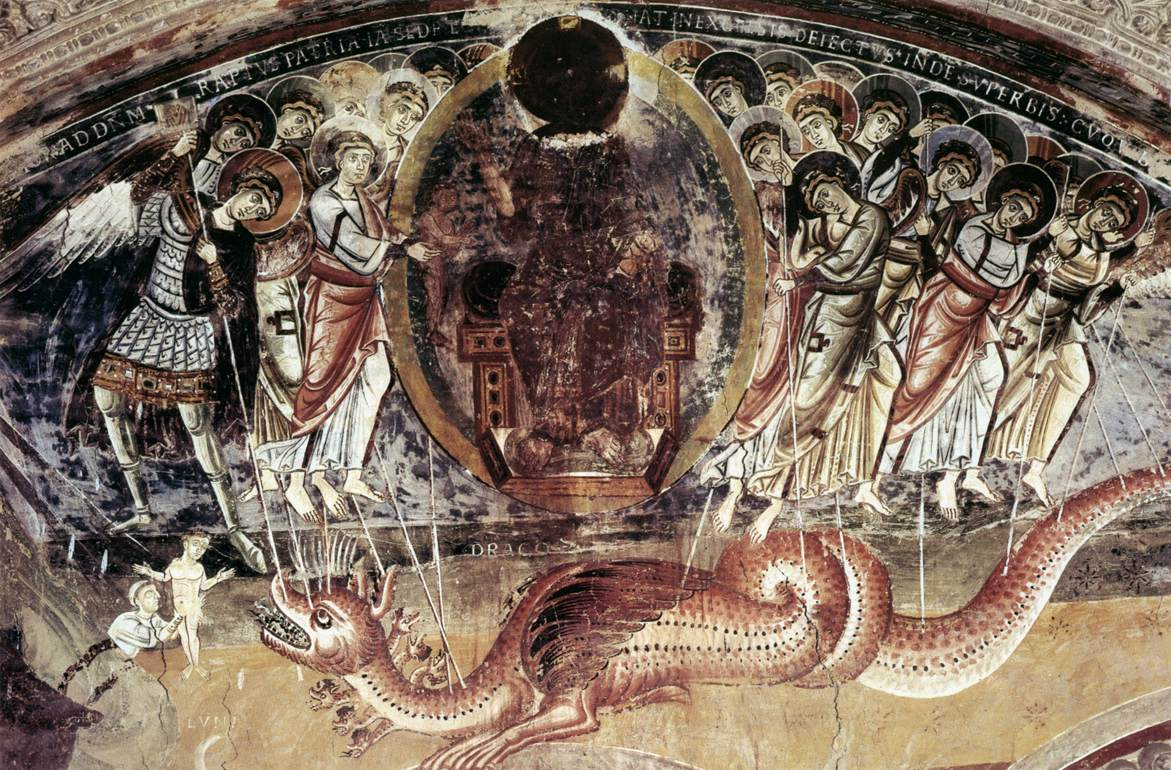
Het gevecht met de draak

Het gevecht met de draak is een fresco dat dateert uit einde 11e eeuw. Dit vroeg-romaanse kunstwerk bevindt zich in de San Pietro al Monte kerk te Civate aan het Comomeer in Italië. Doorheen de tijd is er weinig schade opgetreden op het werk, waardoor de kwalitatieve waarde ervan zeer hoog is. Dit is ook een typisch kenmerk voor een fresco die aangebracht is op een natte laag. De kwetsbaarheid van het werk daalt enorm. De kunstenaar van dit fresco is onbekend.

## Thema
Het werk werd aangebracht op het gewelf van de kloosterkerk. Centraal op het fresco zien we God de Vader die op zijn troon zit. Het boek des levens rust op zijn schoot. Daarnaast ligt er een lam aan zijn voeten en houdt hij in z'n rechterhand een staf vast. God kijkt naar het gevecht die Michaël met steun van de engelen uitvoert tegen de zevenkoppige draak. De aanleiding van het gevecht is de hulpkreet van een vrouw en haar kind. Michaël wint het gevecht en doorboort de draak met verschillende speren.

## Verhaal
Michaël is een aartsengel en de aanvoerder van de Hemelse Heerscharen. Vandaar krijgt hij steun van God en de engelen. De symboliek achter dit werk is vrij duidelijk. Michaël wil de mens bevrijden van hun lusten en de duivel (de draak). Hij zal erin slagen om de draak en zijn aanhangers uit de hemel te verjagen. Het is een strijd tussen goed en kwaad.
Op 29 september is de dag dat de katholieken Sint-Michaël vereren samen met de engelen. Michaël heeft ook kenmerkende attributen zoals een zwaard en een weegschaal. Het zwaard staat in teken van zijn strijdvaardig karakter, de weegschaal symboliseert zijn andere verantwoordelijkheid. Hij weegt namelijk de zielen van de overledenen en bekijkt de verhouding tussen kwaad en goed. Als het kwade overheerst beslist God tijdens het Laatste Oordeel dat de ziel niet welkom is in de hemel. Dit is een vorm van syncretisme. Het doet denken aan de weegschaal van Maät in de Oude Egyptische cultuur.

## Roomse kenmerken
1. Het fresco is zeer kleurrijk
2. De strenge en starre blikken van de personages
3. Religieus thema in opdracht van de kerk
4. Hoekige figuren
5. Nog geen sprake van perspectief
6. Het valt ook op dat de personages allemaal hetzelfde gezicht hebben